# Championnat d'Italie féminin de rugby à XV 2021-2022
Ne doit pas être confondu avec Championnat d'Italie de rugby à XV 2021-2022.
Navigation
2019-2020 2022-2023
Le championnat de Serie A 2021-2022 oppose les 24 meilleures équipes de rugby à XV du pays. Le championnat débute le 17 octobre et se termine par une finale le 28 mai.
C'est la première édition du championnat après deux années d'interruption à cause de la pandémie de Covid-19.
Le Valsugana Padoue a remporté son 4e scudetto.

## Format
La saison 2021-2022 est disputée en 4 poules de 6 équipes. La poule 1 est une « poule de mérite » qui regroupe les meilleurs clubs du pays. Les poules 2, 3 et 4 sont des poules régionales censées être de niveau équivalent. Les équipes de chaque poule s'affrontent en matchs aller-retour.
Durant l'intersaison quatre clubs s'étaient retirés (Castel San Pietro, All Bluff Mutina, Monza et le CUS Pisa). Puis le 11 octobre, à une semaine du début du championnat, le Belve Neroverdi déclare forfait.
Les deux équipes les mieux classées de la poule 1 sont directement qualifiées pour les demi-finales. Les équipes classées 3e et 4e de la poule 1 disputent le deuxième tour de barrage. Les vainqueurs des poules 2, 3 et 4, ainsi que le meilleur 2e jouent le premier tour de barrage.
Avec la refonte du championnat et le passage à la poule unique, seules 8 équipes se maintiennent : les 6 de la poule 1 et les deux équipes vainqueurs du premier tour de barrage.

## Liste des équipes en compétition
| Poule 1    | Poule 2       | Poule 3        | Poule 4         |
| ---------- | ------------- | -------------- | --------------- |
| Benetton   | Biella        | Donne Etrusche | All Reds        |
| Colorno    | Calvisano     | Puma Bisenzio  | Amatori Torre   |
| CUS Milano | Lions Tortona | Riviera        | Belve Neroverdi |
| CUS Torino | Parabiago     | Romagna        | Bisceglie       |
| Valsugana  | Rovato        | Rebels         | Capitolina      |
| Villorba   | Volvera       |                | Frascati        |

## Résultats et classement

### Poule 1
| Rang | Club             | J  | V  | N | D  | Bo | Bd | Pm  | Pe  | Diff | Pts |
| ---- | ---------------- | -- | -- | - | -- | -- | -- | --- | --- | ---- | --- |
| 1    | Valsugana Padoue | 10 | 10 | 0 | 0  | 10 | 0  | 659 | 37  | +622 | 50  |
| 2    | Villorba (T)     | 10 | 8  | 0 | 2  | 7  | 1  | 446 | 87  | +359 | 40  |
| 3    | Colorno          | 10 | 6  | 0 | 4  | 4  | 2  | 336 | 196 | +140 | 30  |
| 4    | CUS Torino       | 10 | 3  | 0 | 7  | 1  | 2  | 183 | 277 | -94  | 15  |
| 5    | CUS Milano       | 10 | 3  | 0 | 7  | 1  | 2  | 235 | 372 | -137 | 15  |
| 6    | Benetton Trévise | 10 | 0  | 0 | 10 | 0  | 0  | 15  | 905 | -890 | -4  |

Le Benetton a reçu une pénalité de 4 points pour avoir fait jouer une joueuse non qualifiée.
|  | Qualifié pour la phase finale |
|  | Relégué                       |
|  | T : tenant du titre 2021      |

### Poule 2
| Rang | Club          | J  | V | N | D | Bo | Bd | Pm  | Pe  | Diff | Pts |
| ---- | ------------- | -- | - | - | - | -- | -- | --- | --- | ---- | --- |
| 1    | Parabiago     | 10 | 9 | 0 | 1 | 8  | 1  | 370 | 41  | +329 | 45  |
| 2    | Calvisano     | 10 | 8 | 0 | 2 | 7  | 1  | 425 | 115 | +310 | 40  |
| 3    | Volvera       | 10 | 7 | 0 | 3 | 5  | 1  | 218 | 158 | +60  | 34  |
| 4    | Lions Tortona | 10 | 3 | 0 | 7 | 1  | 2  | 72  | 280 | -208 | 15  |
| 5    | Rovato        | 10 | 2 | 0 | 8 | 0  | 3  | 109 | 417 | -308 | 7   |
| 6    | Biella        | 10 | 1 | 0 | 9 | 0  | 2  | 79  | 262 | -183 | 6   |

|  | Qualifié pour la phase finale |
|  | Relégué                       |
|  | T : tenant du titre 2021      |

### Poule 3
| Rang | Club           | J | V | N | D | Bo | Bd | Pm  | Pe  | Diff | Pts |
| ---- | -------------- | - | - | - | - | -- | -- | --- | --- | ---- | --- |
| 1    | Riviera        | 8 | 6 | 1 | 1 | 7  | 1  | 200 | 42  | +158 | 34  |
| 2    | Donne Etrusche | 8 | 4 | 2 | 2 | 5  | 2  | 131 | 69  | +62  | 27  |
| 3    | Puma Bisenzio  | 8 | 5 | 0 | 3 | 2  | 1  | 131 | 88  | +43  | 23  |
| 4    | Romagna        | 8 | 3 | 1 | 4 | 2  | 4  | 122 | 145 | -23  | 20  |
| 5    | Rebels         | 8 | 0 | 0 | 8 | 0  | 0  | 22  | 262 | -240 | -12 |

Les Rebels de Vicenza ont été sanctionnées à trois reprises de 4 points pour avoir aligné un nombre insuffisant de joueuses sur la feuille de match.
|  | Qualifié pour la phase finale |
|  | Relégué                       |
|  | T : tenant du titre 2021      |

### Poule 4
| Rang | Club          | J | V | N | D | Bo | Bd | Pm  | Pe  | Diff | Pts |
| ---- | ------------- | - | - | - | - | -- | -- | --- | --- | ---- | --- |
| 1    | Capitolina    | 8 | 8 | 0 | 0 | 8  | 0  | 580 | 3   | +577 | 40  |
| 2    | Amatori Torre | 8 | 5 | 0 | 3 | 3  | 1  | 105 | 184 | -79  | 24  |
| 3    | Bisceglie     | 8 | 4 | 0 | 4 | 0  | 1  | 44  | 152 | -108 | 17  |
| 4    | All Reds      | 8 | 3 | 0 | 5 | 1  | 1  | 111 | 230 | -119 | 14  |
| 5    | Frascati      | 8 | 0 | 0 | 8 | 0  | 3  | 29  | 300 | -271 | 3   |

|  | Qualifié pour la phase finale |
|  | Relégué                       |
|  | T : tenant du titre 2021      |

### Phase finale
Premier tour de barrage
| 10 avril | Riviera | 20 - 0 | Parabiago | Impianto Comunale (Mira) |
| 10 avril |         |        |           | Impianto Comunale (Mira) |
| 10 avril |         |        |           | Impianto Comunale (Mira) |

| 26 avril 15 h 30 | Parabiago | 25 - 0 | Riviera | Stadio Venegoni-Marazzini |
| 26 avril 15 h 30 | Rapport   |        |         | Stadio Venegoni-Marazzini |
| 26 avril 15 h 30 |           |        |         | Stadio Venegoni-Marazzini |

| 24 avril 12 h 30 | Calvisano | 0 - 15 | Capitolina | Stadio San Michele (Calvisano) |
| 24 avril 12 h 30 | Rapport   |        |            | Stadio San Michele (Calvisano) |
| 24 avril 12 h 30 |           |        |            | Stadio San Michele (Calvisano) |

| 1er mai 12 h 30 | Capitolina | 38 - 10 | Calvisano | Stadio dell'Unione (Rome) |
| 1er mai 12 h 30 | Rapport    |         |           | Stadio dell'Unione (Rome) |
| 1er mai 12 h 30 |            |         |           | Stadio dell'Unione (Rome) |

Calvisano et le Riviera sont relégués en deuxième division.

#### Tableau final
|  | 2e tour de barrage | 2e tour de barrage | 2e tour de barrage | 2e tour de barrage |                                    |               | Demi-finales | Demi-finales | Demi-finales | Demi-finales |  |  | Finale                           | Finale                           | Finale                           | Finale                           |
|  |                    |                    |                    |                    |                                    |               |              |              |              |              |  |  |                                  |                                  |                                  |                                  |
|  |                    |                    |                    |                    |                                    |               | 15 et 22 mai | 15 et 22 mai | 15 et 22 mai | 15 et 22 mai |  |  | 28 mai, stade Lanfranchi (Parme) | 28 mai, stade Lanfranchi (Parme) | 28 mai, stade Lanfranchi (Parme) | 28 mai, stade Lanfranchi (Parme) |
|  |                    |                    |                    |                    |                                    |               | 15 et 22 mai | 15 et 22 mai | 15 et 22 mai | 15 et 22 mai |  |  | 28 mai, stade Lanfranchi (Parme) | 28 mai, stade Lanfranchi (Parme) | 28 mai, stade Lanfranchi (Parme) | 28 mai, stade Lanfranchi (Parme) |
|  |                    |                    |                    |                    |                                    |               | 15 et 22 mai | 15 et 22 mai | 15 et 22 mai | 15 et 22 mai |  |  | 28 mai, stade Lanfranchi (Parme) | 28 mai, stade Lanfranchi (Parme) | 28 mai, stade Lanfranchi (Parme) | 28 mai, stade Lanfranchi (Parme) |
|  |                    |                    |                    |                    |                                    |               | 15 et 22 mai | 15 et 22 mai | 15 et 22 mai | 15 et 22 mai |  |  | 28 mai, stade Lanfranchi (Parme) | 28 mai, stade Lanfranchi (Parme) | 28 mai, stade Lanfranchi (Parme) | 28 mai, stade Lanfranchi (Parme) |
|  |                    |                    |                    |                    |                                    |               | 15 et 22 mai | 15 et 22 mai | 15 et 22 mai | 15 et 22 mai |  |  | 28 mai, stade Lanfranchi (Parme) | 28 mai, stade Lanfranchi (Parme) | 28 mai, stade Lanfranchi (Parme) | 28 mai, stade Lanfranchi (Parme) |
|  | [1] Valsugana      | [1] Valsugana      | 52 \| 50           | 52 \| 50           |                                    |               |              |              |              |              |  |  | 28 mai, stade Lanfranchi (Parme) | 28 mai, stade Lanfranchi (Parme) | 28 mai, stade Lanfranchi (Parme) | 28 mai, stade Lanfranchi (Parme) |
|  | [1] Valsugana      | [1] Valsugana      | 52 \| 50           | 52 \| 50           | 8 mai 2022, Campo Albonico (Turin) |               |              |              |              |              |  |  | 28 mai, stade Lanfranchi (Parme) | 28 mai, stade Lanfranchi (Parme) | 28 mai, stade Lanfranchi (Parme) | 28 mai, stade Lanfranchi (Parme) |
|  |                    |                    | [4] CUS Torino     | [4] CUS Torino     | 5 \| 0                             | 5 \| 0        |              |              |              |              |  |  | 28 mai, stade Lanfranchi (Parme) | 28 mai, stade Lanfranchi (Parme) | 28 mai, stade Lanfranchi (Parme) | 28 mai, stade Lanfranchi (Parme) |
|  | [4] CUS Torino     | [4] CUS Torino     | [4] CUS Torino     | [4] CUS Torino     | 5 \| 0                             | 5 \| 0        | 78           | 78           |              |              |  |  | 28 mai, stade Lanfranchi (Parme) | 28 mai, stade Lanfranchi (Parme) | 28 mai, stade Lanfranchi (Parme) | 28 mai, stade Lanfranchi (Parme) |
|  | [4] CUS Torino     | [4] CUS Torino     | 15 et 22 mai       |                    |                                    |               | 78           | 78           |              |              |  |  | 28 mai, stade Lanfranchi (Parme) | 28 mai, stade Lanfranchi (Parme) | 28 mai, stade Lanfranchi (Parme) | 28 mai, stade Lanfranchi (Parme) |
|  | Parabiago          | Parabiago          | 3                  | 3                  |                                    |               |              |              |              |              |  |  | 28 mai, stade Lanfranchi (Parme) | 28 mai, stade Lanfranchi (Parme) | 28 mai, stade Lanfranchi (Parme) | 28 mai, stade Lanfranchi (Parme) |
|  | Parabiago          | Parabiago          | 3                  | 3                  | [1] Valsugana                      | [1] Valsugana | 27           | 27           |              |              |  |  |                                  |                                  |                                  |                                  |
|  |                    |                    |                    |                    | [1] Valsugana                      | [1] Valsugana | 27           | 27           |              |              |  |  |                                  |                                  |                                  |                                  |
|  |                    |                    | [2] Villorba       | [2] Villorba       | 10                                 | 10            |              |              |              |              |  |  |                                  |                                  |                                  |                                  |
|  |                    |                    |                    |                    | 10                                 | 10            |              |              |              |              |  |  |                                  |                                  |                                  |                                  |
|  |                    |                    |                    |                    |                                    |               |              |              |              |              |  |  |                                  |                                  |                                  |                                  |
|  |                    |                    |                    |                    |                                    |               |              |              |              |              |  |  |                                  |                                  |                                  |                                  |
|  | [2] Villorba       | [2] Villorba       | 70 \| 48           | 70 \| 48           |                                    |               |              |              |              |              |  |  |                                  |                                  |                                  |                                  |
|  | [2] Villorba       | [2] Villorba       | 70 \| 48           | 70 \| 48           | 8 mai, Stadio Pavesi (Colorno)     |               |              |              |              |              |  |  |                                  |                                  |                                  |                                  |
|  |                    |                    | Capitolina         | Capitolina         | 5 \| 0                             | 5 \| 0        |              |              |              |              |  |  |                                  |                                  |                                  |                                  |
|  | [3] Colorno        | [3] Colorno        | Capitolina         | Capitolina         | 5 \| 0                             | 5 \| 0        | 5            | 5            |              |              |  |  |                                  |                                  |                                  |                                  |
|  | [3] Colorno        | [3] Colorno        |                    |                    |                                    |               |              | 5            |              |              |  |  |                                  |                                  |                                  |                                  |
|  | Capitolina         | Capitolina         | 13                 | 13                 |                                    |               |              |              |              |              |  |  |                                  |                                  |                                  |                                  |
|  | Capitolina         | Capitolina         | 13                 | 13                 |                                    |               |              |              |              |              |  |  |                                  |                                  |                                  |                                  |
|  |                    |                    |                    |                    |                                    |               |              |              |              |              |  |  |                                  |                                  |                                  |                                  |

## Finale
| 28 mai | Valsugana Padoue | 27 - 10 (14 - 10) | Villorba                                                                               | Stade Sergio Lanfranchi, Parme environ 2 000 spectateurs Arbitre : Mariana Giovanna Pacifico |
| 28 mai | Essai(s) : 3 Jeni (28e), Gai (38e), Vecchini (66e) Transformation(s) : 3 Sillari Pénalité(s) : 2 Sillari (45e, 56e) | Rapport           | Essai(s) : D'Incà (34e) Transformation(s) : Barattin (34e) Pénalité(s) : Barattin (8e) | Stade Sergio Lanfranchi, Parme environ 2 000 spectateurs Arbitre : Mariana Giovanna Pacifico |
| 28 mai | | Rapport           |                                                                                        | Stade Sergio Lanfranchi, Parme environ 2 000 spectateurs Arbitre : Mariana Giovanna Pacifico |